# Hindsiclava
Hindsiclava é um gênero de gastrópodes pertencente a família Pseudomelatomidae.

## Espécies
- Hindsiclava alesidota (Dall, 1889)[3]
- Hindsiclava andromeda (Dall, 1919)[4]
- †Hindsiclava antealesidota (Mansfield, 1930)
- Hindsiclava appelii (Weinkauff & Kobelt, 1876)[5]
- †Hindsiclava blountensis (Mansfield, 1935)
- †Hindsiclava calligonoides (Gardner, 1938)
- †Hindsiclava caroniana (Maury, 1925)
- Hindsiclava consors (Sowerby I, 1850)
- †Hindsiclava eupora (Dall, 1915)
- †Hindsiclava henekeni (Sowerby I, 1850)
- Hindsiclava hertleini Emerson & Radwin, 1969[6]
- †Hindsiclava ignorata Frassinetti & Covacevich, 1995
- Hindsiclava jungi (Macsotay & Campos Villarroel, 2001)[7]
- Hindsiclava macilenta (Dall, 1889)[8]
- Hindsiclava militaris (Reeve, 1843)[9]
- †Hindsiclava perspirata (Dall, 1890)
- Hindsiclava polytorta (Dall, 1881)[10]
- †Hindsiclava paraconsors (Gardner, 1938)
- †Hindsiclava pyrgoma Woodring, 1970
- Hindsiclava resina (Dall, 1908)[11]
- Hindsiclava rosenstielanus Tippett, 2007[12]
- Hindsiclava tippetti Petuch, 1987[13]
- †Hindsiclava wiedenmayeri Landau, Da Silva & Heitz, 2016

Espécies trazidas para a sinonímia
- Hindsiclava chazaliei (Dautzenberg, 1900): sinônimo de Crassispira chazaliei (Dautzenberg, 1900)
- Hindsiclava dotella Dall, 1908: sinônimo de Hindsiclava militaris (Hinds, in Reeve, 1843)
- Hindsiclava notilla Dall, 1919: sinônimo de Hindsiclava militaris (Hinds, in Reeve, 1843)
- Hindsiclava torquifer Berry, 1958: sinônimo de Hindsiclava andromeda (Dall, 1919)